# Municipio de Vinton (Ohio)
El municipio de Vinton (en inglés: Vinton Township) es un municipio ubicado en el condado de Vinton en el estado estadounidense de Ohio. En el año 2010 tenía una población de 548 habitantes y una densidad poblacional de 5,73 personas por km².

## Geografía
El municipio de Vinton se encuentra ubicado en las coordenadas 39°9′42″N 82°22′22″O / 39.16167, -82.37278. Según la Oficina del Censo de los Estados Unidos, el municipio tiene una superficie total de 95.59 km², de la cual 95,1 km² corresponden a tierra firme y (0,52 %) 0,49 km² es agua.

## Demografía
Según el censo de 2010, había 548 personas residiendo en el municipio de Vinton. La densidad de población era de 5,73 hab./km². De los 548 habitantes, el municipio de Vinton estaba compuesto por el 97,81 % blancos, el 0,91 % eran amerindios y el 1,28 % eran de una mezcla de razas. Del total de la población el 0,36 % eran hispanos o latinos de cualquier raza.